# Parafia św. Jadwigi w Lubstowie
Parafia Świętej Jadwigi w Lubstowie – parafia rzymskokatolicka, znajdująca się w diecezji włocławskiej, w dekanacie sompoleńskim. 